# Trolejbusy w Konstancy
Trolejbusy w Konstancy − zlikwidowany system komunikacji trolejbusowej w rumuńskim mieście Konstanca, działający w latach 1959−2010.

## Historia
Pierwszą linię trolejbusową w Konstancy otwarto 5 lipca 1959. Linia ta liczyła 10,4 km długości i była obsługiwana przez trolejbusy typu TV2E. Pod koniec 1969 w mieście było 109 trolejbusów. 1 stycznia 1980 w Konstancy były 123 trolejbusy. Trolejbusy w Konstancy zlikwidowano 3 grudnia 2010. W ostatnim czasie sieć liczyła 8 km długości.